# Fredy Ochoa
Fredy Ochoa (ur. 9 lutego 1960) – wenezuelski zapaśnik walczący w obu stylach. Zajął czwarte na igrzyskach panamerykańskich w 1979. Dwa medale na igrzyskach Ameryki Środkowej i Karaibów, srebro w 1986. Brązowy medalista igrzysk Ameryki Południowej w 1994. Mistrz igrzysk boliwaryjskich w 1981, 1985 (w obu wagach) i 1989 roku.